# Asterix és a vikingek
Az Asterix és a vikingek (eredeti cím: Asterix et les Vikings) 2006-ban bemutatott francia–dán 2D-s számítógépes animációs film, amely az Asterix-sorozat nyolcadik része. Az animációs játékfilm rendezői Stefan Fjeldmark és Jesper Møller, producere Thomas Valentin. A forgatókönyvet René Goscinny és Albert Uderzo képregénye alapján Philip LaZebnik írta, a zenéjét Alexandre Azaria szerezte. A mozifilm az M6 Films, a Mandarin SAS, a 2d3D Animations, az A. Film, a TPS Star és az M6 Studio gyártásában készült, a Independent Films forgalmazta.
Franciaországban 2006. április 12-én, Magyarországon 2006. október 5-én mutatták be a mozikban.

## Szereplők
| Szereplő      | Eredeti hang      | Magyar hang                            |
| ------------- | ----------------- | -------------------------------------- |
| Mesélő        | Pierre Tchernia   | Makay Sándor                           |
| Asterix       | Roger Carel       | Galkó Balázs                           |
| Obelix        | Jacques Frantz    | Gesztesi Károly                        |
| Bögyörix      | Lorant Deutsch    | Varga Gábor                            |
| Abba          | Sara Forestier    | Gubás Gabi                             |
| Titkograf     | Pierre Palmade    | Tahi Tóth László                       |
| Olaf          | Michel Vigné      | Ganxsta Zolee                          |
| Hatalmaf      | Marc Alfos        | Ujlaki Dénes                           |
| Mágicoturmix  | Vania Vilers      | Verebély Iván                          |
| Hasarengazfix | Vincent Grass     | Kristóf Tibor                          |
| Satrafina     | Marion Game       | Pálos Zsuzsa                           |
| Dagidix       | Luc Florian       | Tolnai Miklós                          |
| Vikea         | Brigitte Viturbes | Kocsis Mariann                         |
| Hangjanix     | Bernard Alane     | Csuha Lajos                            |
| Automatix     | Pascal Renwick    | Albert Péter                           |
| Analfabetix   | Bernard Métraux   | Végh Ferenc                            |
| Sokadix       | Gérard Surugue    | Palóczy Frigyes                        |
| Vikingpincér  | Jules Azem        | Faragó András                          |
| Vikingek      | N/A               | Papucsek Vilmos Varga Tamás            |
| Római katonák | N/A               | Fesztbaum Béla Maday Gábor Tóth Zoltán |
| Viking fiúk   | N/A               | Czető Ádám Penke Bence                 |

## Televíziós megjelenések
RTL Klub, FilmBox, Film+, Film+ 2, Cool, Duna TV, Duna World, Story4, Galaxy, Story5, Filmcafé, AMC, Film Mania, Minimax